# ديد أور ألايف 4
ديد أور ألايف 4 (بالإنجليزية: Dead or Alive 4‎؛ باليابانية: デッド オア アライブ4)، هي الجزء الرابع من سلسلة ألعاب القتال الشهيرة ديد أور ألايف، وهي لعبة طورها استوديو تيم نينجا، وأصدرتها شركة تيكمو في 29 ديسمبر 2005، حصريا على نظام إكس بوكس 360.

## أسلوب اللعب
في هذه اللعبة، تمت إضافة نظام Bounce System، وهو بعد أن تسقط خصمك على الأرض بهجوم خاطف، يمكنك تنفيذ مجموعة من الارتدادات مع شخص أخر لتنفيذ المزيد من الهجمات على خصمك، عندما يرتد عن الأرض. يمكنك أيضا تنفيذ الهجمات المنخفضة وبعض الهجمات المتوسطة على خصومك أثناء سقوطهم.
الميزة الجديدة الأخرى في السلسلة، هي طور الأونلاين، وهو أن تقوم بتخصيص الصور الرمزية الخاصة بك والبيئة والأثاث في اللوبي الخاص بك. يمكنك المشاركة في الدردشة الصوتية أو النصية مع أصدقائك أثناء تواجدهم في غرفة اللوبي. يتم ربح نقاط الجائزة من خلال فوزك في المعارك عبر الإنترنت ويمكنك فعلها مع لاعب أخر لاستخدام النقاط لشراء ملحقات للصور الرمزية وغرف اللوبي الخاصة به.

## وصلات خارجية
- Official website على موقع واي باك مشين (نسخة محفوظة 28 September 2011)
- Official website على موقع واي باك مشين (نسخة محفوظة 10 January 2013) باللغة اليابانية
- ديد أور ألايف 4 على موبي غيمز